# Munébrega (kommunhuvudort)
Munébrega är en kommunhuvudort i Spanien.   Den ligger i provinsen Provincia de Zaragoza och regionen Aragonien, i den nordöstra delen av landet, 190 km nordost om huvudstaden Madrid. Munébrega ligger 749 meter över havet och antalet invånare är 436.
Terrängen runt Munébrega är huvudsakligen kuperad, men den allra närmaste omgivningen är platt. Terrängen runt Munébrega sluttar norrut. Runt Munébrega är det glesbefolkat, med 10 invånare per kvadratkilometer. Närmaste större samhälle är Calatayud, 12,4 km norr om Munébrega. Omgivningarna runt Munébrega är i huvudsak ett öppet busklandskap.